# リカルド・オドノポソフ
リカルド・オドノポソフ（Ricardo Odnoposoff、1914年2月24日 - 2004年10月26日）は、アルゼンチンのブエノスアイレス生まれのヴァイオリニストである。

## 経歴
1914年、ブエノスアイレスでユダヤ系ロシア移民の子として生まれた。13歳の時、ベルリン音楽大学に入学し、1928年から1931年までカール・フレッシュにヴァイオリンを学び、パウル・ヒンデミットに作曲を学んだ。1931年、エーリヒ・クライバー指揮ベルリン・フィルハーモニー管弦楽団演奏のソリストとしてデビューした。
1932年、ウィーンのコンクールで第1位を獲得し、1937年のウジェーヌ・イザイ・コンクールで、ダヴィッド・オイストラフと優勝を争い、第2位を獲得した。このコンクールでは、オイストラフがソ連政府のチームを引き連れてコンクールの数週間前から開催地であるブリュッセル入りし、完璧な準備を整えていたのに対し、オドノポソフは当時ウィーン・フィルハーモニー管弦楽団のコンサートマスターを務めており、コンクールの前日、ウィーンでの演奏会を終えた後、夜行列車でブリュッセルへ向かい、休みをとらないままコンクールに臨んだという。
1934年1月1日、ウィーン国立歌劇場総監督のクレメンス・クラウスによって、ウィーン国立歌劇場管弦楽団およびウィーン・フィルハーモニー管弦楽団のコンサートマスターに採用される。総監督のクラウスの責任で弾いていた試用期間を経て、1935年9月1日に正式にウィーン・フィルハーモニー管弦楽団のコンサートマスターに就任した。ナチスによるオーストリア併合の影響により、1938年9月1日に歌劇場およびウィーン・フィルを退団し、ウィーンを離れた。
1944年、カーネギーホールの演奏会でアメリカ・デビューを果たし、アメリカではアルトゥーロ・トスカニーニ、ブルーノ・ワルター、エルネスト・アンセルメ、レナード・バーンスタイン、フリッツ・ブッシュ、アンドレ・クリュイタンスなどと共演した。
1956年にウィーンに戻り、1957年にウィーン音楽アカデミーの教授に就任、後にウィーン・フィルハーモニーの団員となるパウル・グッゲンベルガー（第1ヴァイオリン奏者）、オルトヴィン・オットマイヤー（第2ヴァイオリン奏者）、エドヴァルト・クドラク（ヴィオラ奏者）らを育てた。1973年にウィーン音楽アカデミー教授を退任し、1975年から1984年までチューリヒ音楽院でヴァイオリンの教授を務めた。
1994年2月24日に80歳の誕生日を迎え、翌25日にウィーン楽友協会大ホール壇上での記念式典でウィーン・フィルハーモニーの名誉リングが贈られた。
2004年、ウィーンで没した。